# 삼척향교
삼척향교(三陟鄕校)는 대한민국 강원특별자치도 삼척시에 있는 조선시대의 향교이다. 1985년 1월 17일 강원특별자치도의 유형문화재 제102호로 지정되었다.

## 개요
향교는 훌륭한 유학자를 제사하고 지방민의 유학교육과 교화를 위하여 나라에서 지은 교육기관이다.
삼척향교는 태조 7년(1398)에 고사리재 기슭에 지은 것을 태종 7년(1407)에 옥서동 월계곡(지금의 당저리)으로 옮겼다가 세조 14년(1468)에 현재 위치로 옮겼다. 현재 향교에는 명륜당·동재·서재·대성전·동무·서무 등 여러 건물들이 있다.
향교의 앞쪽에는 배움의 공간으로 학생들이 공부하던 명륜당과 학생들의 거처인 동재·서재가 있다. 뒤쪽에는 공자를 비롯하여 여러 선현들의 위패를 모시고 제사를 지내는 대성전과 동무·서무가 제사 공간을 형성하고 있어 전학후묘의 배치를 이루고 있다.
조선시대에는 국가로부터 토지·책·노비 등을 지급 받아서 학생들을 가르쳤으나 갑오개혁(1894) 이후에는 교육적 기능은 사라지고, 봄·가을 2차례에 걸쳐 제사만 지내고 있다.

## 참고 자료
- 삼척향교 - 국가유산청 국가유산포털